# Kovátsné Perecz Ilona
Kovátsné Perecz Ilona, Kovács Károlyné (Avasújváros, 1901. június 16. — Sepsiszentgyörgy, 1985. március 23.) költő, elbeszélő.

## Életútja
Középiskolát a szatmári református tanítóképzőben végzett, ahol tanítónői oklevelet szerzett (1920). Szülővárosában tanított (1921), Kováts Károly református lelkésszel kötött házassága után Kőszegremetén, majd Sepsiszentgyörgyön élt. Verseit a Szatmári Református Híradó és a Református Jövő közölte. A tiszteletes asszony és egyéb elbeszélések című kötete Nagyváradon (1937), Üzen a föld című verseskötete a Református Könyvtár sorozatban Szatmáron (1943) jelent meg. A máramarosszigeti Dankó Pista Irodalmi Társaság novellapályázatán I. díjat nyert (1943).